# Polycardia
Polycardia es un género de plantas con flores  pertenecientes a la familia Celastraceae. Comprende 12 especies descritas y de estas, solo 3 aceptadas.

## Taxonomía
El género fue descrito por Antoine-Laurent de Jussieu y publicado en Genera Plantarum 377. 1789. La especie tipo es: Polycardia madagacariensis J.F. Gmel. 

## Especies aceptadas
A continuación se brinda un listado de las especies del género Polycardia aceptadas hasta octubre de 2013, ordenadas alfabéticamente. Para cada una se indica el nombre binomial seguido del autor, abreviado según las convenciones y usos.
- Polycardia lateralis O. Hoffm.
- Polycardia libera O. Hoffm.
- Polycardia phyllanthoides (Lam.) DC.